# Plectrumelectrum
Plectrumelectrum (stilizzato come PLECTRUMELECTRUM) è il trentaquattresimo album discografico in studio del musicista statunitense Prince, pubblicato nel 2014 e realizzato in collaborazione con la band 3rdeyegirl, al debutto. L'album è stato pubblicato in contemporanea con Art Official Age.

## Tracce
1. Wow – 4:28
2. Pretzelbodylogic – 3:26
3. Aintturninround – 3:02
4. Plectrumelectrum – 4:51
5. Whitecaps – 3:43
6. Fixurlifeup – 3:12
7. Boytrouble (feat. Lizzo & Sophia Eris) – 3:53
8. Stopthistrain – 3:41
9. Anotherlove – 4:16
10. Tictactoe – 3:38
11. Marz – 1:48
12. Funknroll – 4:10